# Лейк-Кемелот (Іллінойс)
Лейк-Кемелот (англ. Lake Camelot) — переписна місцевість (CDP) в США, в окрузі Піорія штату Іллінойс. Населення — 1798 осіб (2020).

## Географія
Лейк-Кемелот розташований за координатами 40°38′5″ пн. ш. 89°45′3″ зх. д. / 40.63472° пн. ш. 89.75083° зх. д. (40.634736, -89.750810).  За даними Бюро перепису населення США в 2010 році переписна місцевість мала площу 4,85 км², з яких 4,49 км² — суходіл та 0,36 км² — водойми.

## Демографія
Згідно з переписом 2010 року, у переписній місцевості мешкало 1686 осіб у 605 домогосподарствах у складі 516 родин. Густота населення становила 347 осіб/км².  Було 629 помешкань (130/км²).
Расовий склад населення:
| - 96,9 % — білих - 1,4 % — чорних або афроамериканців - 0,5 % — азіатів - 0,3 % — корінних американців - 0,1 % — вихідців з тихоокеанських островів |

До двох чи більше рас належало 0,7 %. Частка іспаномовних становила 2,1 % від усіх жителів.
За віковим діапазоном населення розподілялося таким чином: 27,4 % — особи молодші 18 років, 62,9 % — особи у віці 18—64 років, 9,7 % — особи у віці 65 років та старші. Медіана віку мешканця становила 38,7 року. На 100 осіб жіночої статі у переписній місцевості припадало 96,0 чоловіків;  на 100 жінок у віці від 18 років та старших — 97,7 чоловіків також старших 18 років.
Середній дохід на одне домашнє господарство  становив 120 321 долар США (медіана — 105 795), а середній дохід на одну сім'ю — 128 909 доларів (медіана — 110 368). За межею бідності перебувало 1,0 % осіб, у тому числі 2,1 % дітей у віці до 18 років та 0,0 % осіб у віці 65 років та старших.
Цивільне працевлаштоване населення становило 1088 осіб. Основні галузі зайнятості: освіта, охорона здоров'я та соціальна допомога — 32,2 %, виробництво — 16,8 %, будівництво — 10,1 %, публічна адміністрація — 6,6 %.